# Louise Langgaard
Louise Langgaard (née le 9 janvier 1883 à Londres et décédée le 4 novembre 1974 à Loheland près de Fulda) est une peintre allemande, professeure de gymnastique. Avec Hedwig von Rohen, elle crée la Gymnastique Loheland (de) et cofonde le projet de colonie de femmes Loheland, près de Fulda, un lieu d’accueil d’une nouvelle génération de femmes et un établissement d’enseignement basé sur l'éducation physique.

## Biographie

### Enfance
Ottilie Bertha Louise Langgaard est née le 9 janvier 1883 à Londres,. Elle est la fille unique de Theodor Langgaard et Valerie Schür, une famille de commerçants riches. Son grand-père maternel est pharmacien et son grand-père paternel est un chirurgien orthopédiste, directeur d'une clinique à Hambourg. Après le déménagement de la famille en Allemagne, Louise Langgaard fréquente les écoles de filles Königin-Olga-Stift (de) et Königin-Katharina-Stift-Gymnasium (de) à Stuttgart. Elle fréquente ensuite l'École des Arts et métiers de Dresde (de) et réussit son examen d'État de professeure de dessin en 1901,.
Louise Langgaard rejoint l'Association pour l'emploi des femmes (Frauenerwerbsverein) et, après avoir terminé ses études, réussit l'examen de professeure de dessin certifié par l'État  en 1901.

### La peinture
Comme, à cette époque, les femmes n'ont pas encore accès aux académies d'État, Louise Langgaard poursuit sa formation artistique de 1902 à 1905  dans les ateliers privés des peintres Georg Lührig (de) à Dresde et Simon Hollósy à Munich.
En 1906, elle devient professeur à l'école de dessin professionnel de l'Association pour l'emploi des femmes, donne des conférences et enseigne à l'école d'art Richter. En mai de la même année, elle ouvre son propre atelier, en loue un deuxième à l'automne 1907 et y enseigne dans sa propre « École de dessin et de peinture pour dames » jusqu'en 1912.
Elle travaille aussi comme orfèvre, potière et tisserande à Dresde. En été, elle voyage, peint et tisse en Hongrie, en Roumanie et en Pologne, où elle rencontre d'autres peintres comme Stanislaus Stückgold (de), un des peintres du « Cavalier bleu »,. Ces voyages, sac au dos, sont très formateurs. On estime, qu'en 1907, elle parcourt ainsi 3 000 kilomètres à pied, en train ou en calèche, à travers la Transylvanie. Elle séjourne, entre autres, dans les colonies d'artistes de Nagybanja.
À ses débuts, Louise Langaard dessine des motifs pour coussins et carreaux en techniques mixtes ainsi qu'à l'encre et à l'aquarelle sur carton, des dessins pour couvertures de livres, des pastels, des études dans le jeu des formes de l'Art Nouveau, des natures mortes décoratives et des vues réalistes de la nature. Par la suite, elle abandonne les motifs floraux  et s'intéresse de plus en plus au corps humain. Elle réalise des nus masculins et féminins jusqu’en 1911. Aucun galeriste n'a cependant jamais exposé son travail. Elle abandonne la peinture pour se consacrer à la gymnastique. Elle considère les études d'anatomie et de mouvement qu'elle réalise encore comme faisant partie de sa formation en gymnastique.
En 2010, un vieux coffre lui appartenant et contenant environ 800 œuvres sur papier est découvert à Loheland. Il n'avait pas été ouvert depuis le milieu des années 1920. Une partie de ces œuvres est présentée dans l'exposition "Louise Langgaard – Leben ist Bewegung" à la Kunststation Kleinsassen. 

### Anthroposophie et gymnastique
À Dresde, Louise Langgaard entre en contact avec l’anthroposophie. Elle suit les cours de Rudolf Steiner (1861–1925). Le 1er février 1913, elle rejoint la Société anthroposophique. 
En 1912, Louise Langgaard suit des cours de gymnastique rythmique à Dresde-Hellerau avec Emile Jaques-Dalcroze, fondateur de l'éducation rythmico-musicale. Elle souhaite améliorer ses connaissances anatomiques et étudier le mouvement du corps. La même année, elle suit un cours de six mois en Norvège avec le médecin Bess Mensendieck, créateur de la gymnastique du même nom. Elle obtient un diplôme en « gymnastique fonctionnelle féminine »,. Elle rejoint ensuite, à sa demande, le séminaire de gymnastique classique fondé à Cassel par Hedwig von Rohden au sein de la Fondation Mathilde Zimmer,,. Hedwig von Rohde et Louise Langgaard dirigent durant plusieurs années le séminaire de gymnastique classique selon leurs propres idées, en mettant l’accent sur la gymnastique, la physiothérapie, le sport et la danse. Elles ne forment que des étudiantes, parmi lesquelles Anna Müller-Herrmann (de), fondatrice de la gymnastique infirmière. 
Le séminaire de gymnastique classique déménage à plusieurs reprises : de Cassel à Potsdam vers 1914, puis à Tambach en Thuringe vers 1916 et, finalement au château de Bieberstein, qui appartient au  pédagogue réformateur allemand Hermann Lietz,
Hedwig von Rohden et Louise Langgaard, commencent à développer un concept d’éducation pour les femmes, basé sur l'étude du mouvement. Leur méthode de gymnastique, Gymnastique Loheland (de), considère le mouvement comme un élément de la vie. Elle vise à renforcer le corps, mais surtout à expérimenter l'unité du corps, de l'esprit et de l'âme et finalement la connexion intérieure avec la nature, considérée comme divine, dans des exercices qui suivent le rythme de la respiration. « Le but [est] de rendre le corps, en tant qu'instrument de l'âme, plus docile et perméable par une pratique significative et inépuisable, afin de se développer progressivement et de permettre l'émergence d'un mouvement humain libéré et pur." (Heiner, Imme, « Souvenirs du séminaire de gymnastique classique et d’Alt-Loheland »). »,.

### Loheland
Après la Première Guerre mondiale, à la mort de Hermann Lietz en 1919, Hedwig von Rohden et Louise Langgaard doivent quitter le château de Bieberstein. Elles achètent alors une forêt et un terrain de plus de 40 hectares près de Fulda, qu'elles appellent Loheland. Leur projet s'inscrit dans un esprit de réforme physique et spirituelle, et aussi émancipateur  Pour compléter les cours de gymnastique qui restent au cœur du projet, les deux femmes ouvrent des ateliers de tissage, de vannerie, de menuiserie, de tournage sur bois, de cuir, de couture, de poterie, un laboratoire de photographie ainsi qu'un élevage de dogues allemands, nourris au régime végétarien. Les ateliers sont destinés à assurer la formation professionnelle des femmes et contribuer au financement de l'institution par la vente des produits,.  
Progressivement des nouveaux bâtiments sont construits sur le site et Louise Langgaard contribue personnellement à la conception de plusieurs d'entre eux, parmi lesquels : 
- le Bâtiment rond (de) de 1920, destiné à abriter la salle de danse et de gymnastique et dont les plans sont dessinés par les architectes Gretel Norkauer (de) et Kurt Wehlte (de)[5],[8].
- le Bâtiment Franziskus (de) de 1924 construit par l'architecte Walter Baedeker (de)[9]
- la Maison en pierre (de), construite en 1924/1925 selon un projet de Louise Langgaard avec un plan d'étage circulaire[10].

### La période du nazisme
Avec l'arrivée au pouvoir des nazis, en 1933, des temps difficiles commencent pour le projet Loheland. Louise Langgaard prône une stratégie d'adaptation tactique aux nouvelles règles et accepte, sous la pression, d’inclure les enseignements nationaux-socialistes dans la formation. Hedwig von Rohden, qui est en désaccord avec elle, quitte l’institution en 1937. Les deux femmes ne se sont plus jamais revues. Louise Langgaard dirige alors seule l'institution.
Louise Langgaard, ainsi que d'autres employées de Loheland, occupe des postes de direction au sein de la Ligue national-socialiste des femmes et de la Ligue des jeunes filles allemandes,.
Loyuise Langgaard forme des jeunes femmes du Service du travail du Reich au métier de professeures de gymnastique. Pendant ce temps, les textes anthroposophiques sont dissimulés. Elle réussit à empêcher la fermeture imminente de Loheland par la Gestapo en 1941 grâce à l'aide d'amis influents du mouvement de jeunesse. Loheland est ainsi la seule communauté anthroposophique à avoir survécu à l’ère nazie,.
À la fin de la guerre, une centaine d’enfants sont envoyés à Loheland par d'anciennes étudiantes, soucieuses de les mettre à l'abri des bombardements alliés. Fulda est également touchée par ces bombardements mais Loheland y survit. D'après Eckhardt Köhn, elle a caché des personnes handicapées et quelques résistants à Loheland, leur sauvant ainsi la vie. 
L'école pour enfants est officiellement approuvée en 1948 et Louise Langgaard autorisée à reprendre l'entraînement de gymnastique. À partir de 1951, des démonstrations de gymnastique ont de nouveau lieu, avec un grand succès sur la scène nationale et internationale. Louise Langgaard a dirigé deux tournées dans 30 villes allemandes en 1950/1951 et, en 1952 et 1953, Loheland participe à des congrès internationaux à Tampere, en Finlande, et à Paris.  
En 1971, Louise Langggard crée la « Fondation Loheland » avec les biens matériels et immatériels de Loheland et lui confie la gestion de l'école et de la colonie. 
Louise Langgard décède le 4 novembre 1974 à Loheland et est enterrée dans le cimetière local. 

## Hommages
En 1958, Louise Langgaard reçoit la Plaquette Goethe (de) de l'État de Hesse.
En mars 1963, elle reçoit la Croix fédérale du mérite en tant que directrice de l'école Loheland.

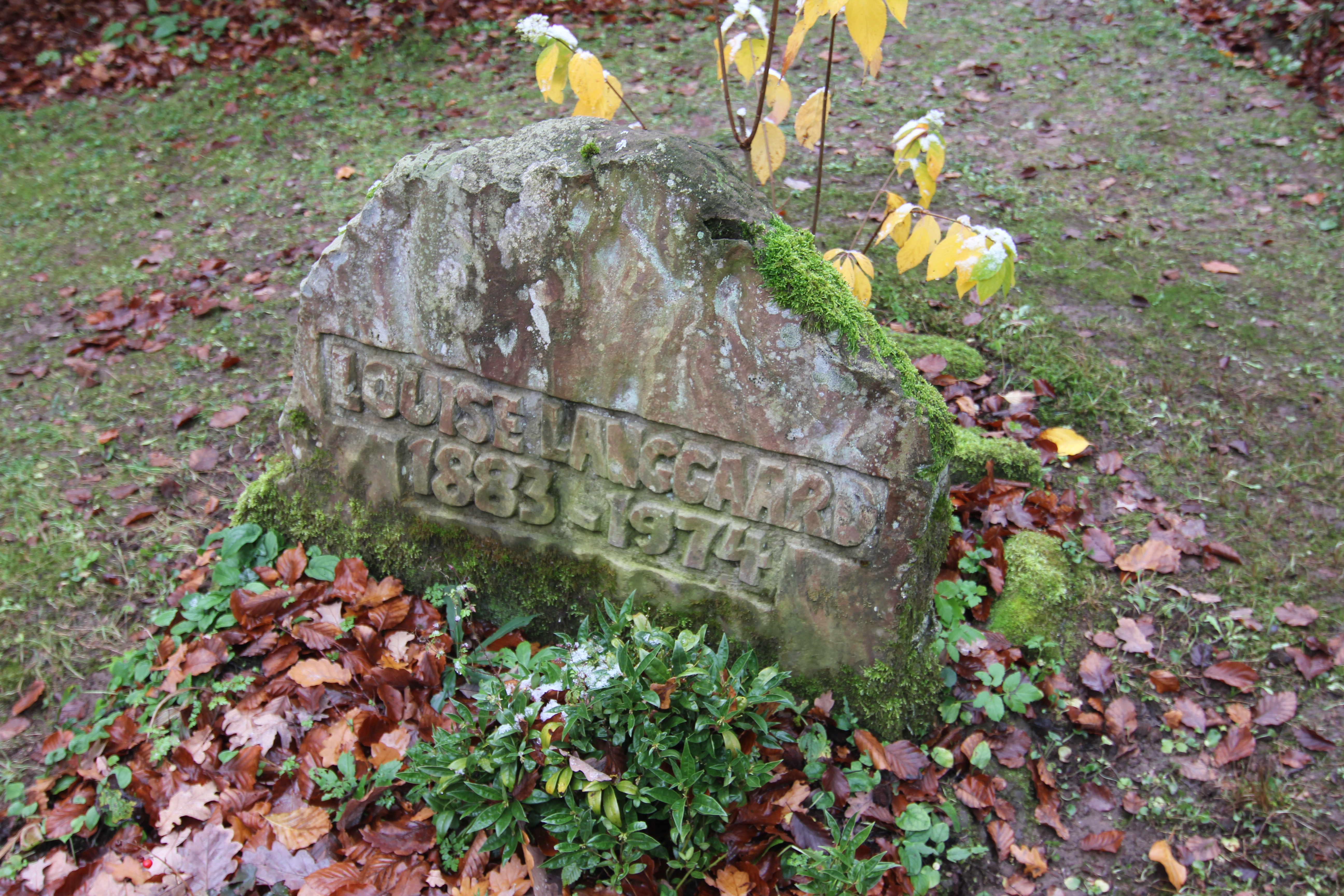
Pierre tombale de Louise Langgaard au cimetière de Loheland

## Publications (sélection)
- (de) Louise Langgaard, Ludwig Pallat (éd.) et Franz Hilker (éd.), « Loheland », Künstlerische Körperschulung, Breslau,‎ 1923, p. 41–48.
- (de) Louise Langgaard, « Die gegenwärtige Lage der Gymnastik », Gymnastik, vol. 4,‎ 1929, p. 65–78.

## Expositions
En 2012, une exposition '"Louise Langgaard – Leben ist Bewegung"" à la Kunststation Kleinsassen documente les premières œuvres de Louise Langgaard (1883-1974).